# Мирјана Бероња
Мирјана Бероња (рођена 12.јула 1986. године у Сремској Митровици) је српска кошаркашица. Игра на позицији плејмејкера и тренутно је члан шведског тима Удоминејт Баскета.

## Каријера
Први сениорски тим Мирјане Бероње био је Женски кошаркашки клуб из Старе Пазове. Након четири године у Пазови прелази у београдски Партизан где постиже највеће успехе. Са Партизаном осваја три националне титуле (2009/10, 2010/11. и 2011/12), један куп (2010/11) и прво место у Јадранској лиги (2011/12).
После тога по једну сезону је наступала за Радивој Кораћ и Црвену звезду, да би се 2014. године преселила у Шведску где и данас игра.